# Вежа Рош
Вежа Рош (нім. Roche-Turm) — офісний хмарочос у місті Базель, Швейцарія. Висота будівлі становить 178 метрів, що робить її другою за висотою спорудою в країні.

## Історія
Вежу було збудовано за фінансування фармацевтичної компанії Hoffmann-La Roche та за проєктом швейцарського архітектурного бюро Herzog & de Meuron. Вартість будівництва склала 550 мільйонів швейцарських франків. Проєкт є частиною більшого комплексу, до якого також входить Будівля 2 — науково-дослідна споруда висотою 205 метрів, завершена у 2022 році. Загальні витрати на будівництво комплексу оцінюються приблизно у три мільярди франків.
Завершена 18 вересня 2015 року, Вежа Рош перевершила Прайм-Тавер у Цюриху, який протягом чотирьох років залишався найвищою будівлею Швейцарії. Через суворі містобудівні норми хмарочоси в країні зустрічаються рідко. Споруда стоїть на 143 палях із залізобетону та оснащена сейсмозахисними системами, що перевищують державні вимоги, і здатна витримати землетрус магнітудою 6,9 за шкалою Ріхтера.